# Pierre Lachambeaudie
Pierre Lachambeaudie, född den 16 december 1806 vid Sarlat i departementet Dordogne, död den 7 juli 1872 i Brunoy vid Paris, var en fransk fabeldiktare. 
Lachambeaudie utgav 1829 Essais poétiques, vilka likväl inte väckte någon uppmärksamhet. Först hans Fables populaires (1839, 9:e upplagan 1851; belönade två gånger med Franska akademiens pris), som skaffade honom namnet "demokratins La Fontaine", blev ryktbara genom framställningens behag och den sociala tendensen. Under 1848 års oroligheter blev han häktad som förtrogen till 
Blanqui. År 1851 landsförvisades Lachambeaudie och bodde sedan flera år i Belgien, där han skrev Fleurs d'exil (1852).